# Saubraz
Saubraz es una comuna suiza del cantón de Vaud, situada en el distrito de Morges. Limita al norte con la comuna de Bière, al este y sureste con Montherod, y al sur y oeste con Gimel.
Hasta el 31 de diciembre de 2007 la comuna formó parte del distrito de Aubonne, círculo de Gimel.